# Lepidosaphes yamahoi
Lepidosaphes yamahoi är en insektsart som beskrevs av Takahashi 1935. Lepidosaphes yamahoi ingår i släktet Lepidosaphes och familjen pansarsköldlöss.
Artens utbredningsområde är Taiwan. Inga underarter finns listade i Catalogue of Life.